# Signore sole
Signore sole è un film del 1933 diretto da Michael Curtiz.

## Trama
Anne Brooks viene ricattata dal suo vecchio compagno di ballo Maurice; si sono sposati quando lei era giovane ma successivamente si erano lasciati.
Anne ha sposato poi il milionario, molto più anziano, Schuyler Brooks solo per fare un torto a Maurice e farlo tornare da lei.
Anne rivela il suo segreto alla sorella di Schuyler, Portia, che escogita un piano per indurre Maurice a lasciare il paese.
Una volta fuori dal paese, Portia userà la sua influenza per bloccare il ritorno di Maurice. La richiesta di Anne di una vacanza da sola a Cuba suscita la gelosia già cocente di Schuyler.
Assume quindi il detective Neil Davis per seguirla e dimostrare se le è fedele o meno. Neil non riesce a sedurre Anne, poi si rende conto che si sta innamorando di lei.